# Paroecus rigidus
Paroecus rigidus là một loài bọ cánh cứng trong họ Cerambycidae.